# Anderson, Kalifornien
Anderson är en stad (city) i Shasta County, i delstaten Kalifornien, USA. Enligt United States Census Bureau har staden en folkmängd på 9 964 invånare (2011) och en landarea på 16,5 km².